# Введенка (селище)
Введе́нка (до 1930 — Введенське) — селище в Україні, у Новопокровській селищній громаді Чугуївського району Харківської області.

## Географічне розташування
Селище міського типу Введенка розташоване на лівому березі річки Уда, вище за течією примикає село Тернова, нижче за течією примикає селище Новопокровка, на протилежному березі — село Стара Покровка. До селища примикає невеликий лісовий масив. Поруч проходить залізниця, зупинний пункт Платформа 41 км. До селища примикає масив садових ділянок.

## Назва
Назву Введенка отримала за назвою старовинної церкви Введення в храм Пресвятої Богородиці. До 1930 року село називали Введенське.

## Археологія
Поблизу Введенки виявлено поселення ранньої бронзи (2–1 тис. до н. е.) та черняхівської культури (4 ст. до н. е.).

## Історичні відомості

Мапа села Введенка. Кінець XVIII століття

Введенка вперше згадується в офіційних документах 1647 року як сторожовий пост Московської держави для захисту її південних кордонів від татар.
За даними на 1864 рік у казенному селі Введенське, центрі Введенської волості Зміївського повіту, мешкало 1520 осіб (735 чоловічої статі та 785 — жіночої), налічувалось 216 дворових господарств, існувала православна церква.
Станом на 1914 рік кількість мешканців села зросла до 2689 осіб.
4 травня 1920 року у селі відбулося повстання, проти мобілізації селян до Червоної армії, яке перекинулося на сусідні села, а вже 5 травня каральний загін розбив повстанців, які вимушені були відійти до лісу, де утворили повстанський загін.
У 1938 році село віднесено до категорії селищ міського типу.

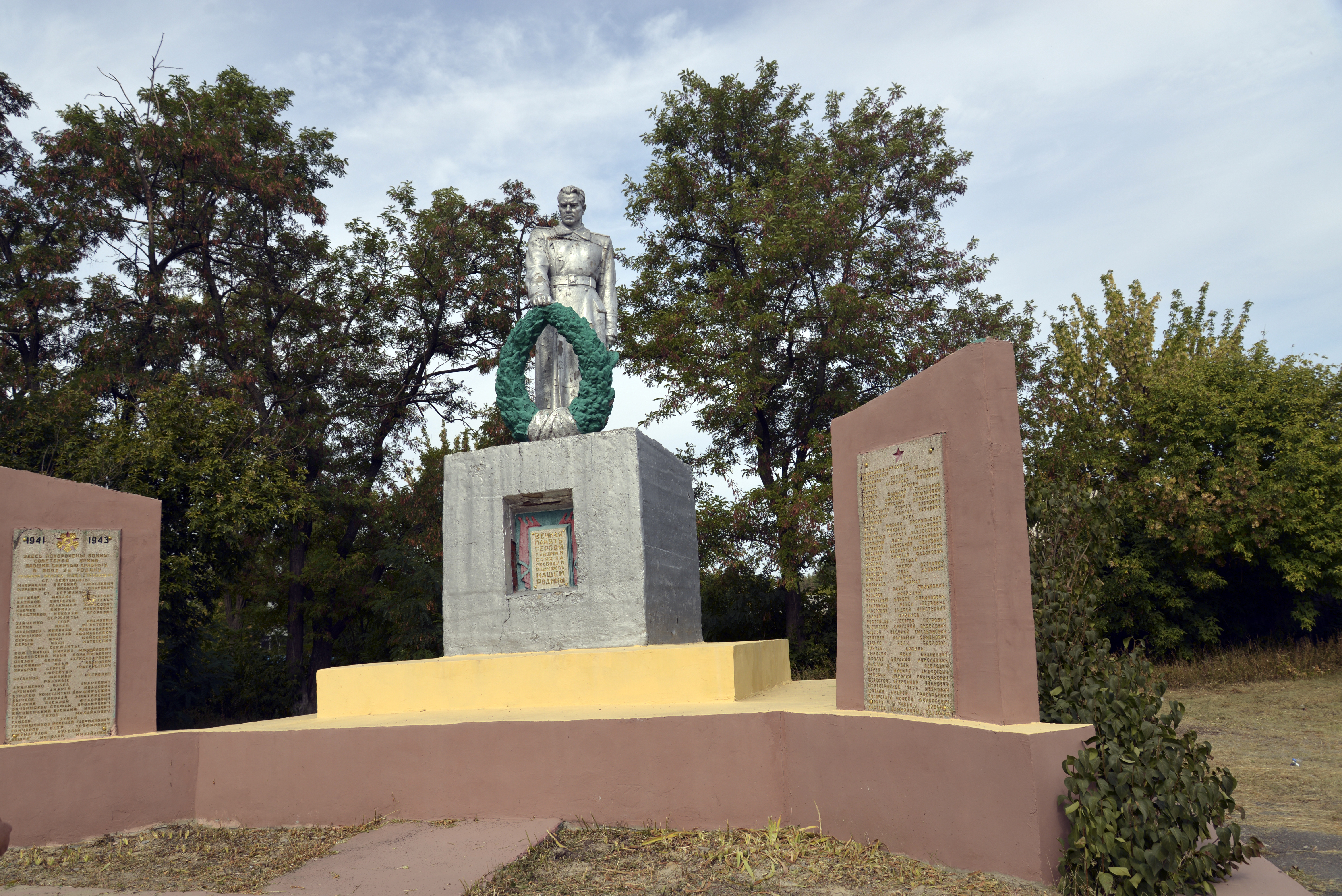
Братська могила радянських воїнів

12 червня 2020 року, відповідно до Розпорядження Кабінету Міністрів України  № 725-р «Про визначення адміністративних центрів та затвердження територій територіальних громад Харківської області», увійшло до складу Новопокровської селищної громади .
19 липня 2020 року, в результаті адміністративно-територіальної реформи та ліквідації колишнього Чугуївського району, увійшло до складу новоутвореного Чугуївського району Харківської області.

## Населення
Населення — українці.

### Чисельність
| 1959 | 1970 | 1979 | 1989 | 2001 | 2018 |
| ---- | ---- | ---- | ---- | ---- | ---- |
| 8549 | 3807 | 3026 | 2624 | 2730 | 2410 |

### Мова
Розподіл населення за рідною мовою за даними перепису 2001 року:
| Мова            | Кількість | Відсоток |
| --------------- | --------- | -------- |
| російська       | 2456      | 90.63%   |
| українська      | 166       | 6.13%    |
| вірменська      | 39        | 1.44%    |
| білоруська      | 5         | 0.18%    |
| румунська       | 1         | 0.04%    |
| інші/не вказали | 43        | 1.58%    |
| Усього          | 2710      | 100%     |

## Пам'ятки

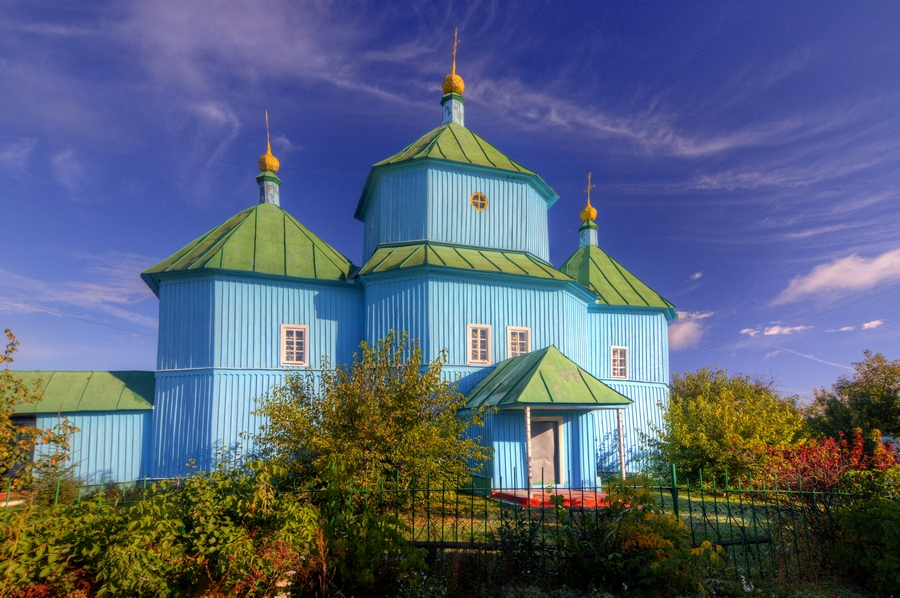
Свято-Введенський храм

Дерев'яна Церква Введення в храм Пресвятої Богородиці, пам'ятник архітектури. Побудована 1655 року (1990 реставрована).

## Персоналії
В селищі народився дворазовий олімпійський чемпіон, ватерполіст Олексій Баркалов.